# 希臘化哲學
希腊化哲学（Hellenistic philosophy）是西方哲学和中东哲学的时期，它在亚里士多德之后的希腊化时期发展到新柏拉图主义结束。 

## 希腊化思想流派

### 毕达哥拉斯主义
毕达哥拉斯主义是毕达哥拉斯提出的哲学和科学体系的名称，该体系几乎影响了随后的所有古希腊哲学体系。 毕达哥拉斯思想的两个流派最终得到发展：一个主要基于数学并继续他的科学工作，而另一个人则专注于他的形而上学教义，他們兩人都共享彼此的學說。 
- 巴豆的毕达哥拉斯 （570-495 BC）
- 希帕索斯 （公元前5世纪）

### 诡辩學派
在古希腊，智辯家是教师，专门从事哲学和修辞学方面的教学，主要目的是向年轻的政治家和贵族传授卓越和美德。 
- 普羅泰戈拉 （公元前490–420年）
- 高尔吉亚 （485-380 BC）
- 安提 （480-411 BC）

### 犬儒主義
犬儒主义者是哲学家的禁欲派，从公元前4世纪的安提涅斯一直持续到公元5世纪。 他们主張回歸自然，这意味着拒绝所有传统上对财富、权力 、健康和名流的渴望，并过着没有财产的生活。 
- 安提西尼 （公元前445–365年）
- 錫諾普的第歐根尼（412–323 BC）
- 克拉特斯 （365-285 BC）
- 梅尼普斯 （约公元前275年）
- 德米特里 （10-80 AD）

### 昔蘭尼主義
昔蘭尼學派是一個享乐主义者的哲学学派，是在公元前4世纪由昔蘭尼的阿瑞斯提普斯創建的，他是蘇格拉底的学生。他们认为愉悦是至高无上的利益，尤其是当下的满足感。人们只知道自己的经历，而事实真相是不可知的。 
- 昔蘭尼的阿瑞斯提普斯 （435-360 BC）
- 安妮切里斯 （兴盛于公元前300年）
- 赫格西亞斯 （繁荣于公元前290年）
- 西奧多羅斯 （约前340 –前250年）

### 柏拉图主义
柏拉图主義由柏拉圖的學生发展，中心概念是理型論。在日常生活中，这些原型是不完美的复制品。然而，最高形式是可以通過理性知道理型的存在。在公元前3世纪，阿塞斯劳斯采用了学术怀疑论，一度成为了該學說的中心宗旨。直到公元前90年安提阿库斯加入了斯多葛主義的元素，拒绝了怀疑论。随着公元三世纪，东方采用了神秘主义，柏拉图主义便演变为新柏拉图主义 。 
- 斯珀西波斯（407-339 BC）
- 色诺克拉底 （396-314 BC）
- 阿什凯隆的安条克（BC 130-68）
- 普鲁塔克 （公元46–120）

### 逍遥主义
逍遙學派是由發展亞里士多德哲學的哲學家所提出的學說，他們主张审视世界，以了解事物的最终為基础。他們認為人生的目标是源自道德行為體會到幸福，包括在于平衡兩個極端。 
- 亚里斯多德 （384–322 BC）
- 泰奧弗拉斯托斯 （371-287 BC）
- 拉穆普薩庫斯的斯特拉托 （335-269 BC）
- 亞芙洛第的亞力山大（大约 200 AD）

### 皮浪主義
皮浪主义是在公元前3世纪起源於皮浪的哲学怀疑论，亦有可能起源在公元前1世紀的埃奈西德穆。它的目标是追求內心的寧靜（精神上不受干扰），他們認為可通过对非显而易见的事物（即信仰问题）來进行懸置来達到。 
- 皮浪 （365-275 BC）
- 蒂莫·奥夫·菲利斯 （BC 320-230）
- 阿尼西德慕斯 （公元前1世纪）
- 塞克斯圖斯·恩丕里柯（公元2世纪）

### 伊比鳩魯學派
伊比鳩魯學派由伊比鳩魯在公元前3世纪创立。它认为宇宙是非決定論，没有众神干涉。它认为没有痛苦是最大的乐趣，而痛苦則來源於對死亡的恐懼。這學派認為達到平靜的境界有三種：
1. 去除對死亡的恐懼
2. 只滿足最低限度的欲望
3. 重視友情[6]

公元三世纪在两种哲学消亡之前，它一直是斯多葛主义的主要竞争对手。 
- 伊壁鸠鲁 （公元前341–270年）
- 迈特罗多鲁斯 （331–278 BC）
- 赫马修斯 （公元前325- 250年）
- 西顿的芝诺 （公元前1世纪）
- 菲洛迪默斯 （110-40 BC）
- 卢克莱修 （99-55 BC）

### 斯多葛主义

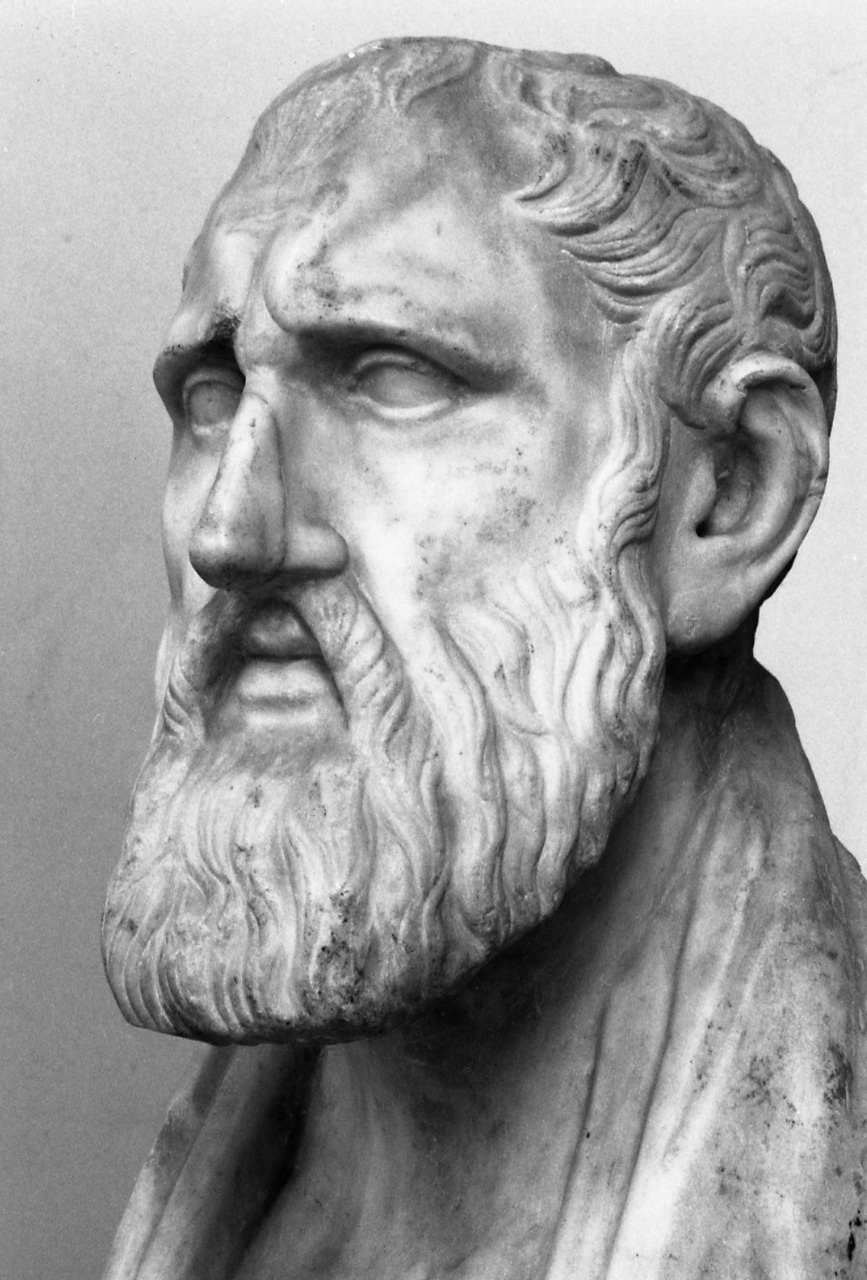
季蒂昂的芝诺 （公元前333-263年）， 斯多葛主义的创始人

斯多葛主義由季蒂昂的芝诺在公元前3世纪创立。建基于犬儒學派的伦理思想，它教导生命的目标是与自然和谐相处 。 它主张发展自我控制和毅力，作为克服破坏性情绪一种手段。 
- 季蒂昂的芝诺 （333-263 BC）
- 克里安西斯 （公元前331– 232年）
- 克吕西波 （280-207 BC）
- 潘修斯 （185-110 BC）
- 帕奥西多尼乌斯 （135-51 BC）
- 塞内卡 （4 BC – 65 AD）
- 爱比克泰德 （55-135 AD）
- 马库斯·奥勒留 （公元121–180年）

### 學院派的懷疑論
學院派的懷疑論是古代柏拉图主义的时期，可追溯到公元前266年左右。由阿尔克西拉乌斯成为柏拉图学派的负责人，直到公元前90年左右， 阿斯卡隆的安提阿古斯拒绝了怀疑论，尽管诸如费沃里努斯和他的老师普魯塔克这些哲学家继续捍卫学术思想，但在此之后也表示怀疑。 學院派的懷疑論者认为对事物真正的認识是不可能的，思想和观念永远都不是真的。但是，有一定程度的真相，因此也有一定程度的信念，可以使人们采取行动。 这學說的特点是对斯多葛主義進行批評， 
- 阿尔克西拉乌斯 （316-232 BC）
- 卡尔内阿德斯 （214-129 BC）
- 西塞罗 （106-43 BC）

### 折衷主义
折衷主义是一种哲学体系，它不采用任何一套学说，而是从现有的哲学信仰中选择那些最合理的学说。它最著名的倡导者是西塞罗。
- 馬庫斯·特倫提烏斯·瓦羅 （116-27 BC）
- 西塞罗 （106-43 BC）
- 塞内卡 （公元前4年–公元65年）

### 希腊犹太教
希腊犹太教是一種希臘文化中的宗教傳統，它的主要代表是亚历山大的菲洛。 
- 亚历山大的腓力 （公元前30年–公元45年）
- 弗拉維奧·約瑟夫斯（公元37-100）

### 新畢達哥拉斯主義
新毕达哥拉斯主义是一所复兴毕达哥拉斯主义的哲学流派，该学派在公元1世纪和2世纪就很流行。他們试图将宗教元素引入希腊哲学，通过苦修生活来敬拜上帝，无视身体的愉悦和所有感性冲动，以净化灵魂。 
- 尼吉迪乌斯·菲格鲁斯 （98-45 BC）
- 提亚纳的阿波罗尼乌斯 （公元15 / 40–100 / 120）
- 努美纽斯·阿帕梅亚 （公元2世纪）

### 希腊基督教
希腊基督教是嘗試使基督教与希腊哲学融为一体，始于2世纪后期。 特别是利用柏拉图主义和新兴的新柏拉图主义，亚历山大当的克莱门特等人曾试图为基督教提供一个哲学框架。 
- 亚历山大·克莱门特 （150-215 AD）
- 奥里根 （185-254 AD）
- 希波的奥古斯丁 （354-430 AD）
- 欧多西亚 （公元401–460）

### 新柏拉圖主義
新柏拉图主义 ，是一個宗教和神秘哲学的流派，由普罗提诺于3世纪创立，以柏拉图和其他柏拉图主义者的教导为基础。他們認為形而上學的開端是像基督教一樣的三位一體﹐即太一﹑精神與靈魂。但這三者並不是平等的，並認為太一超越「有」之上。太一包括一切存在的事物，不能說他是什麼只能說他不是什麼。他們也會藉著道德和冥想提升自己的灵魂，以与人的精神合一。非基督教的新柏拉图主义者曾经攻击基督教，直到奥古斯丁，博伊修斯和埃瑞格纳等基督徒采用新柏拉图主义。 
- 普罗提诺 （205-270 AD）
- 波菲利 (哲學家)（公元233–309年）
- 楊布里科斯（245-325 AD）
- 普罗克洛（412–485 AD）

## 參看
- 柏拉圖主義
- 新柏拉圖主義
- 畢達哥拉斯
- 斯多葛主義